# El precio de una vida
 El precio de una vida  o Tormenta en el alma es una coproducción  en blanco y negro chileno-Argentina dirigida por Adelqui Millar, director chileno cuyo verdadero nombre era Adelqui Migliar, según el guion de Genaro Prieto, Roberto A. Tálice, Luis Iriart y Belisario García Villar sobre la obra de teatro Fedora de Victorien Sardou que se estrenó el 23 de octubre de 1947 y que tuvo como protagonistas a Mecha Ortiz, Mario Gaete, Raúl del Valle, Paul Ellis y César Fiaschi. Fue filmada íntegramente en Chile y tuvo como títulos alternativos Tormenta en el alma y Fedora.

## Sinopsis
Fedora jura vengar el asesinato de su novio sucedido el día de su boda pero se enamora de un sospechoso que la delata. 

## Reparto
- Mecha Ortiz	... 	Princesa Fedora Romanov
- Mario Gaete	... 	Conde Loris Ipanov
- Elsa del Campillo	... 	Condesa Olga Sukarev
- Froilán Varela	... 	Gretch
- Raúl del Valle	... 	Boroff
- Paul Ellis	... 	Desireux - De Sirick
- César Fiaschi

## Comentario
El Heraldo del Cinematografista dijo sobre el filme:

”De acción desmayada, sumamente lenta, la exposición de las situaciones se estira innecesariamente.”